# Little L
«Little L» — сингл британской группы Jamiroquai из альбома A Funk Odyssey, изданный лейблом Sony Soho Square в 2001 году. Песня была выбрана в качестве первого сингла из A Funk Odyssey.
По словам солиста коллектива Джея Кея, композиция была написана всего за 25 минут. Он также полагает, что «Little L» является одной из лучших песен, которую когда-либо записывал коллектив. Согласно его мнению, песня проста, но у неё имеется хороший припев, который невозможно забыть, а также сладкий вокал, звучащий в унисон.
«Little L» посвящена любовным отношениям Джея Кея и британской телеведущей Дэнис Уан Аутен, которые не сложились из-за того, что чувства Дэнис к Джею Кею умерли.
Критики положительно оценили композицию. Так, рецензент из журнала Vibe благожелательно принял песню, назвав её выдающейся композицией на альбоме, которая, по его мнению, отличается своим жестким ритмом и «приятным» припевом. Кроме того, это практически единственная композиция на A Funk Odyssey, способная пробуждать эмоции. Обозреватель NME оставил хороший отзыв о «Little L», назвав её замечательной. В рецензии написано, что творческий союз фронтмена Джея Кея и клавишника Тоби Смита вновь принес группе свои результаты.
Режиссёром видеоклипа на песню был Стефан Седнауи.

## Список композиций
UK CD Single (671718 2)
1. «Little L» (Single Edit) — 3:57
2. «Little L» (Wounded Buffalo Remix) — 5:08
3. «Little L» (Bob Sinclar Remix) — 5:35
4. «Little L» (Boris Dlugosch Remix) — 5:16
5. «Little L» (Video) — 3:57

UK 12" (671718 6)
1. «Little L» (Single Edit) — 3:57
2. «Little L» (Wounded Buffalo Remix) — 6:41
3. «Little L» (Bob Sinclar Remix) — 7:27
4. «Little L» (Boris Dlugosch Remix) — 6:10

## Чарты
| Страна                          | Позиция |
| ------------------------------- | ------- |
| Австралия                       | 14      |
| Австрия                         | 53      |
| Бельгия (Ultratop 40. Фландрия) | 40      |
| Бельгия (Ultratop 50. Валлония) | 17      |
| Великобритания                  | 5       |
| Германия                        | 50      |
| Ирландия                        | 16      |
| Испания                         | 1       |
| Италия                          | 2       |
| Нидерланды                      | 40      |
| Новая Зеландия                  | 44      |
| Норвегия                        | 20      |
| США                             | 2       |
| Финляндия                       | 5       |
| Франция                         | 22      |
| Швейцария                       | 14      |
| Швеция                          | 42      |